# Mon amie Nane
Mon amie Nane est un roman de Paul-Jean Toulet publié à Paris en 1905 et traçant le portrait doux-amer d'une demi-mondaine de la Belle Époque.

## Présentation
Le roman parut en 1905 mais ses chapitres avaient déjà été publiés séparément en 1900, 1902, 1903 et 1904 dans l'hebdomadaire La Vie parisienne.
Mon amie Nane est un roman à la première personne empreint d'érotisme, d'humour et de mélancolie. Un narrateur y fait le récit de ses relations avec Nane (de nom de guerre Hannaïs Dunois), depuis leur rencontre jusqu'à leur séparation.
La figure centrale du roman est le miroir. Il existe deux versions de la rencontre, et deux versions de la séparation (la mort et le mariage, dans cet ordre). Le chapitre central, Nane-au-miroir, est double. Les personnages vont par couple : couple d'amies prostituées, la printanière Primavérile et la sombre Noctiluce, couple d'industriels (un qui l'entretient au début, l'autre qu'elle épouse à la fin), etc.
Nane « dont les traits n'annoncent pas une vive intelligence », exerce sur le narrateur, raffiné, cultivé, intelligent, une vraie fascination. Souhaitant par-dessus tout n'être pas dupe, il la dissimule sous une scintillante ironie.
« À vrai dire (...) je n'ai jamais recherché le monopole de sa tendresse. N'eût-ce pas été de l'égoïsme ? Outre qu'il en faudrait avoir les moyens. »